# Vyšné Raslavice
Vyšné Raslavice (dříve také Slovenské Raslavice) jsou část obce Raslavice na Slovensku v okrese Bardejov. Na konci roku 2008 měly 1 060 obyvatel. Nachází se zde římskokatolický kostel svatého Mikuláše z roku 1862, synagoga z téhož období a železniční stanice.